# Eupithecia extraversaria
Eupithecia extraversaria är en fjärilsart som beskrevs av Herrich-Schäffer 1853. Eupithecia extraversaria ingår i släktet Eupithecia och familjen mätare. Inga underarter finns listade i Catalogue of Life.